# Progalesaurus
Progalesaurus — вимерлий рід галезавридових цинодонтів раннього тріасу. Прогалезавр відомий з однієї скам'янілості виду Progalesaurus lootsbergensis, знайденої в зоні скупчення листрозаврів у формації Бальфура. Близькими родичами прогалезавра, іншими галезавридами, є галезавр і цинозавр. Галезавриди з'явилися безпосередньо перед пермсько-тріасовим вимиранням і зникли з літопису скам'янілостей у середньому тріасі. Назва «Progalesaurus» походить від грецького, «pro» означає «раніше», «gale» означає ласка або кішка, а «saurus» означає ящірка або рептилія (Сідор і Сміт). Назва вказує на спорідненість Progalesaurus із більш похідним Galesaurus.

## Відкриття та історія
Прогалезавр був спочатку виявлений Роджером М. Х. Смітом у 1998 році. Зразок був знайдений у горах Сніберг біля перевалу Нью-Лутсберг у басейні Кару в Південній Африці. Прогалезавра вперше описали в 2004 році Крістіан А. Сідор і Роджер М. Х. Сміт у своїй статті під назвою «Новий галезавр (Therapsida: Cynodontia) з нижнього тріасу Південної Африки». Хоча жодного іншого екземпляра прогалезавра наразі не було знайдено, висновки Сідора та Сміта були включені до багатьох статей про пермсько-тріасове вимирання, різноманітність цинодонтів і палеосередовище Південної Африки.

## Опис
Прогалезавр був відносно невеликою істотою, схожою на ссавців, з черепом його голотипу 9.35 см у довжину. Ймовірно, він дуже нагадував своїх ранніх родичів цинодонтів, ходив на чотирьох лапах і був вкритий хутром.

## Класифікація
Прогалезавр — галезаврид, що належить до клади Epicynodontia. Як епіцинодонт, прогалезавр належить до великої клади Cynodontia. Цинодонти є терапсидами, які, у свою чергу, належать до більшої групи Synapsida та ще ширшої групи Amniota.

|  | Dvinia        |
|  |               |
|  | Procynosuchus |
|  |               |

|  | Galesaurus    |
|  |               |
|  | Progalesaurus |
|  |               |

|              | Platycraniellus                                                 |
|              |                                                                 |
| Eucynodontia | \| \| Cynognathia \| \| \| \| \| \| Probainognathia \| \| \| \| |
|              | \| \| Cynognathia \| \| \| \| \| \| Probainognathia \| \| \| \| |
|              | Cynognathia                                                     |
|              |                                                                 |
|              | Probainognathia                                                 |
|              |                                                                 |

|  | Cynognathia     |
|  |                 |
|  | Probainognathia |
|  |                 |

|              | Platycraniellus                                                 |
|              |                                                                 |
| Eucynodontia | \| \| Cynognathia \| \| \| \| \| \| Probainognathia \| \| \| \| |
|              | \| \| Cynognathia \| \| \| \| \| \| Probainognathia \| \| \| \| |
|              | Cynognathia                                                     |
|              |                                                                 |
|              | Probainognathia                                                 |
|              |                                                                 |

|  | Cynognathia     |
|  |                 |
|  | Probainognathia |
|  |                 |

|  | Galesaurus    |
|  |               |
|  | Progalesaurus |
|  |               |

|              | Platycraniellus                                                 |
|              |                                                                 |
| Eucynodontia | \| \| Cynognathia \| \| \| \| \| \| Probainognathia \| \| \| \| |
|              | \| \| Cynognathia \| \| \| \| \| \| Probainognathia \| \| \| \| |
|              | Cynognathia                                                     |
|              |                                                                 |
|              | Probainognathia                                                 |
|              |                                                                 |

|  | Cynognathia     |
|  |                 |
|  | Probainognathia |
|  |                 |

|              | Platycraniellus                                                 |
|              |                                                                 |
| Eucynodontia | \| \| Cynognathia \| \| \| \| \| \| Probainognathia \| \| \| \| |
|              | \| \| Cynognathia \| \| \| \| \| \| Probainognathia \| \| \| \| |
|              | Cynognathia                                                     |
|              |                                                                 |
|              | Probainognathia                                                 |
|              |                                                                 |

|  | Cynognathia     |
|  |                 |
|  | Probainognathia |
|  |                 |

|  | Dvinia        |
|  |               |
|  | Procynosuchus |
|  |               |

|  | Galesaurus    |
|  |               |
|  | Progalesaurus |
|  |               |

|              | Platycraniellus                                                 |
|              |                                                                 |
| Eucynodontia | \| \| Cynognathia \| \| \| \| \| \| Probainognathia \| \| \| \| |
|              | \| \| Cynognathia \| \| \| \| \| \| Probainognathia \| \| \| \| |
|              | Cynognathia                                                     |
|              |                                                                 |
|              | Probainognathia                                                 |
|              |                                                                 |

|  | Cynognathia     |
|  |                 |
|  | Probainognathia |
|  |                 |

|              | Platycraniellus                                                 |
|              |                                                                 |
| Eucynodontia | \| \| Cynognathia \| \| \| \| \| \| Probainognathia \| \| \| \| |
|              | \| \| Cynognathia \| \| \| \| \| \| Probainognathia \| \| \| \| |
|              | Cynognathia                                                     |
|              |                                                                 |
|              | Probainognathia                                                 |
|              |                                                                 |

|  | Cynognathia     |
|  |                 |
|  | Probainognathia |
|  |                 |

|  | Galesaurus    |
|  |               |
|  | Progalesaurus |
|  |               |

|              | Platycraniellus                                                 |
|              |                                                                 |
| Eucynodontia | \| \| Cynognathia \| \| \| \| \| \| Probainognathia \| \| \| \| |
|              | \| \| Cynognathia \| \| \| \| \| \| Probainognathia \| \| \| \| |
|              | Cynognathia                                                     |
|              |                                                                 |
|              | Probainognathia                                                 |
|              |                                                                 |

|  | Cynognathia     |
|  |                 |
|  | Probainognathia |
|  |                 |

|              | Platycraniellus                                                 |
|              |                                                                 |
| Eucynodontia | \| \| Cynognathia \| \| \| \| \| \| Probainognathia \| \| \| \| |
|              | \| \| Cynognathia \| \| \| \| \| \| Probainognathia \| \| \| \| |
|              | Cynognathia                                                     |
|              |                                                                 |
|              | Probainognathia                                                 |
|              |                                                                 |

|  | Cynognathia     |
|  |                 |
|  | Probainognathia |
|  |                 |

## Палеобіологія
Ранні цинодонти, такі як прогалезаври, ймовірно, мали великі виводки, оскільки були знайдені більш похідні цинодонти, такі як тритилодонтид, з виводками, значно більшими, ніж у сучасних ссавців. Ранні цинодонти також збереглися з молодими особинами, що свідчить про те, що вони забезпечували батьківську опіку своїм дитинчам після народження або вилуплення.
Progalesaurus, ймовірно, рився, оскільки близькоспоріднені таксони, такі як Thrinaxodon і Galesaurus, були знайдені в норах, які вони самі зробили. Ймовірно, копання допомогло тріасовим цинодонтам уникнути суворих надземних умов незабаром після події пермсько-тріасового вимирання. Ранні цинодонти навіть були знайдені в норах з іншими таксонами, що вказує на те, що вони, можливо, співжили між видами.
Грунтуючись на формі зубів, палеонтологи вважають, що ранні цинодонти, такі як прогалезавр, були комахоїдними та м’ясоїдними. Також були знайдені копроліти, або скам’янілі фекалії цинодонтів, які можна використовувати для дослідження їхнього раціону. Один копроліт цинодонта віком 240 мільйонів років навіть зберіг яйця паразитичних нематод, що є найдавнішим доказом існування гостриків.